# MSC Orchestra
El buque MSC Orchestra es un crucero de la clase Musica que fue construido en 2007 para MSC Crociere. Es la segunda nave de la clase Musica. Se puede acomodar a 2550 pasajeros en sus 1275 camarotes. El total de personas que componen la tripulación de este crucero es de aproximadamente 990 miembros.
Ocho pasajeros, cuatro búlgaros y cuatro lituanos, fueron arrestados el año 2010 después de un recorrido en el crucero, y llevar en su equipaje gran cantidad de cocaína, que fue encontrado a bordo cuando el barco se encontraba atracado en Dover, Reino Unido. Fueron condenados en 2011 a cerca de 15 años de prisión cada uno.

## Incidentes
En febrero de 2019, el MSC Orchestra, con destino Río de Janeiro, roza al MSC Poesía, al zarpar del Puerto de Buenos Aires, en una maniobra desafortunada de los prácticos del Puerto. No se registraron daños estructurales en los navíos, pero hubo nerviosismo entre los pasajeros de ambos buques. Luego de las investigaciones pertinentes de las autoridades del Puerto, el MSC Orchestra continuó su marcha hacia Uruguay.

En la madrugada del 2 al 3 de junio de 2025, mientras navegaba entre los puertos de Civitavecchia y Génova, el barco sufrió un incendio eléctrico en una de las cocinas de la cubierta 3 que afectó al sistema de navegación, realizando un apagado de emergencia que tuvo el barco sin electricidad entre las 2:00 y las 5:00h, y quedando a la deriva entre las islas de Cerdeña y Capraia. Aunque inicialmente pensaban que necesitaría ser remolcado, alrededor de las 11:00h pudo encender uno de los motores y navegar de forma autónoma, aunque reduciendo la velocidad a 10 nudos, llegando al puerto de Génova a las 19:00h (inicialmente tenía prevista la llegada a las 8:00h).
Teniendo la navegación al siguiente puerto (Marsella) cancelada, se especulaba con la posibilidad de arreglar el barco y navegar directamente a Barcelona. Finalmente, en la mañana del 4 de junio, se indicó a los pasajeros que debía quedarse en el puerto de Génova para realizar más operaciones de mantenimiento y pruebas. No hubo que lamentar daños personales.